# Джанкойське газове родовище
Джанкойське газове родовище — належить до Причорноморсько-Кримської нафтогазоносної області Південного нафтогазоносного регіону України.

## Опис
Розташоване в Джанкойському районі Криму, за 10 км від м. Джанкой. Знаходиться в Північно-Кримській зоні Каркінітсько-Північно-Кримського прогину. Джанкойська складка, що являє собою навішену брахіантиклиналь субширотного простягання у палеогенових-неогенових утвореннях, виявлена в 1948 р. Промислова газоносність доведена в 1962 р. — в майкопських породах виявлено чотири газоносних горизонти (інтервали 336–525; 849–892; 627–655; 523–560 м). Продуктивні піщано-алевритові породи. Колектори тріщинно-порові. Запаси газу початкові видобувні категорій А+В+С1 — 5790 млн м³. Родовище експлуатується з 1970 р. Видобуто 3203 млн м³ газу (56,2% початкових запасів).